# Souveraineté, identité et libertés
Pour les articles homonymes, voir SIEL.
Ne doit pas être confondu avec Identité-Libertés.
Souveraineté, identité et libertés (SIEL, anciennement Souveraineté, indépendance et libertés) est un parti politique souverainiste,,, fondé fin 2011 par Paul-Marie Coûteaux. Membre du Rassemblement bleu Marine de sa création à 2016, le SIEL est alors le principal allié du Front national, dont il fait figure de « parti satellite ». En 2014, après des mois de désaccords avec Marine Le Pen, Paul-Marie Coûteaux est remplacé par Karim Ouchikh à la présidence du parti. Jusque-là souverainiste, le SIEL s'oriente alors vers la mouvance identitaire.

## Historique

### Au sein du Rassemblement bleu Marine (2012-2014)
Le mouvement fait alliance avec le Front national lors des législatives de 2012 ; il présente alors 34 candidats soutenus par le FN. Le Siel a vocation, selon son fondateur, ancien eurodéputé du Mouvement pour la France, à accueillir tous les souverainistes de gauche et de droite, en particulier « les amis de Philippe de Villiers » et « les déçus de Nicolas Dupont-Aignan », pour constituer avec le FN et des personnes de la société civile le Rassemblement bleu Marine (RBM),,,,. Le FN compte alors sur la personnalité de Paul-Marie Coûteaux pour attirer vers le RBM des personnalités de droite modérée, venues notamment des milieux eurosceptiques, le SIEL ayant une fonction de « sas ».
Pour l'universitaire Emmanuelle Reungoat, « cette proposition de collaboration n'est pas sans rappeler l'élection européenne de 1999, où une alliance électorale souverainiste est montée entre le parti de Philippe de Villiers et la formation gaulliste lancée par Charles Pasqua. Dans ce contexte, et au lendemain de la scission mégrétiste, on choisit alors au FN de mettre en avant, en second de liste aux côtés de Jean-Marie Le Pen, Charles de Gaulle, le petit-fils du Général, qui reste une figure de la défense de la souveraineté nationale au sein des milieux souverainistes ». 
Partisan d'une union des droites souverainistes au Front national, le SIEL est le coorganisateur annoncé d'« Assises de la refondation de la droite », du 5 au 7 octobre 2012 à Dourdan (Essonne), en vue de la préparation de listes d'union aux élections municipales de 2014.
Au sein du Rassemblement Bleu Marine, le SIEL est le seul mouvement autre que le FN à avoir une vie militante. 
En 2014, le parti se dédouble, avec le lancement d'une organisation de jeunes souverainistes. Le forum de lancement des « Jeunes du SIEL » a lieu le 21 juin 2014, à Paris.

### Présidence de Karim Ouchikh, parti indépendant (depuis 2014)
En avril 2014, à la suite d'une série de déclarations controversées de Paul-Marie Coûteaux, Marine Le Pen annonce ne plus vouloir collaborer avec ce dernier. Deux mois plus tard, après avoir tenté un rapprochement avec Nicolas Dupont-Aignan, Coûteaux est évincé de son poste. Le 22 juin, vingt-quatre adhérents, réunis en congrès extraordinaire, « prennent acte » de « l'incapacité opérationnelle et politique de Paul-Marie Coûteaux » et démettent ce dernier de la présidence. Ils réaffirment dans le même temps l'alliance de leur parti avec le FN et condamnent toute idée « d'un rassemblement patriotique étranger au Rassemblement bleu Marine »,. Karim Ouchikh, ancien vice-président du RIF, est élu président par intérim. Le 25 octobre, un nouveau congrès a lieu pour élire un nouveau président. À cette occasion, le parti compte plus d'une centaine de nouveaux adhérents ; le camp de Coûteaux accuse alors Ouchikh d'avoir amené « ses voix du FN ». À la suite du retrait de Coûteaux et de ses partisans, Ouchikh est confirmé dans son poste de président par 198 voix d'adhérents sur les 200 présents. L'Obs qualifie cet épisode d'« OPA » de Marine Le Pen sur le « groupuscule de Paul-Marie Coûteaux »,.
D'abord acteur de l'extrême droite souverainiste,, le parti évolue avec Karim Ouchikh vers l'identitarisme, devenant plus radical que le Front national. Il se rapproche de l'Action française et du Bloc identitaire, Karim Ouchikh ne dissimulant pas sa proximité avec eux. Renaud Camus, théoricien du « grand remplacement », adhère au parti en novembre 2015, ce que le journaliste Laurent de Boissieu présente comme « l'aboutissement de [la] radicalisation du SIEL ». Il prône comme lui la remigration, le retour des immigrés et de leurs descendants dans leur pays d'origine,. En décembre 2015, le SIEL prend le nom de « Souveraineté, identité et libertés ».
En 2016, le SIEL compte « un millier de membres et quelques dizaines d’élus revendiqués ». Début 2016, Marine Le Pen proscrit la double appartenance FN-SIEL. En vue de l'élection présidentielle de 2017, le SIEL « soutient la candidature de Marine Le Pen tout en regardant avec bienveillance celle de Renaud Camus », et soutient également Jean-Frédéric Poisson, président du Parti chrétien-démocrate, à la primaire présidentielle des Républicains.
Réunis en congrès le 25 février 2017, les adhérents se prononcent à 60,8 % pour un soutien à la candidature de Marine Le Pen à la présidentielle, malgré le constat de divergences, tout en soutenant des candidatures indépendantes aux législatives . Les parrainages des élus SIEL pour la présidentielle vont à  Marine Le Pen,  Nicolas Dupont-Aignan et Renaud Camus.
Le 5 novembre 2016, le SIEL quitte le Rassemblement bleu Marine, tout en continuant à soutenir Marine Le Pen pour l'élection présidentielle. Karim Ouchikh justifie cette décision par des « désaccords idéologiques », une « stratégie d’enfermement électoral » et un « rapport indigent à la politique, qui se réduirait au seul clivage mondialiste/patriote » ; il entend ainsi se tourner vers la « droite hors les murs », expression utilisée pour désigner les mouvements et les personnalités qui ne se reconnaissent ni dans le Front national, ni dans Les Républicains. Pour Libération, ce retrait « [signe] l’avis de décès du Rassemblement bleu Marine, ou du moins de la mission d’abord confiée à cette structure ». En avril 2017, le président du SIEL, Karim Ouchikh, relève les mêmes critiques, craignant que la droitisation du discours de Marine Le Pen dans le cadre de la campagne présidentielle pourrait être « une tromperie sur la marchandise » seulement explicable par les difficultés rencontrées par François Fillon ; il assure cependant soutenir malgré tout Marine Le Pen pour le scrutin, la considérant comme la candidate « la moins éloignée » de ses convictions. À l'occasion des élections législatives de 2017, le Siel noue un accord électoral avec les Comités Jeanne de Jean-Marie Le Pen, le Parti de la France, Civitas et la Ligue du Sud.

## Direction

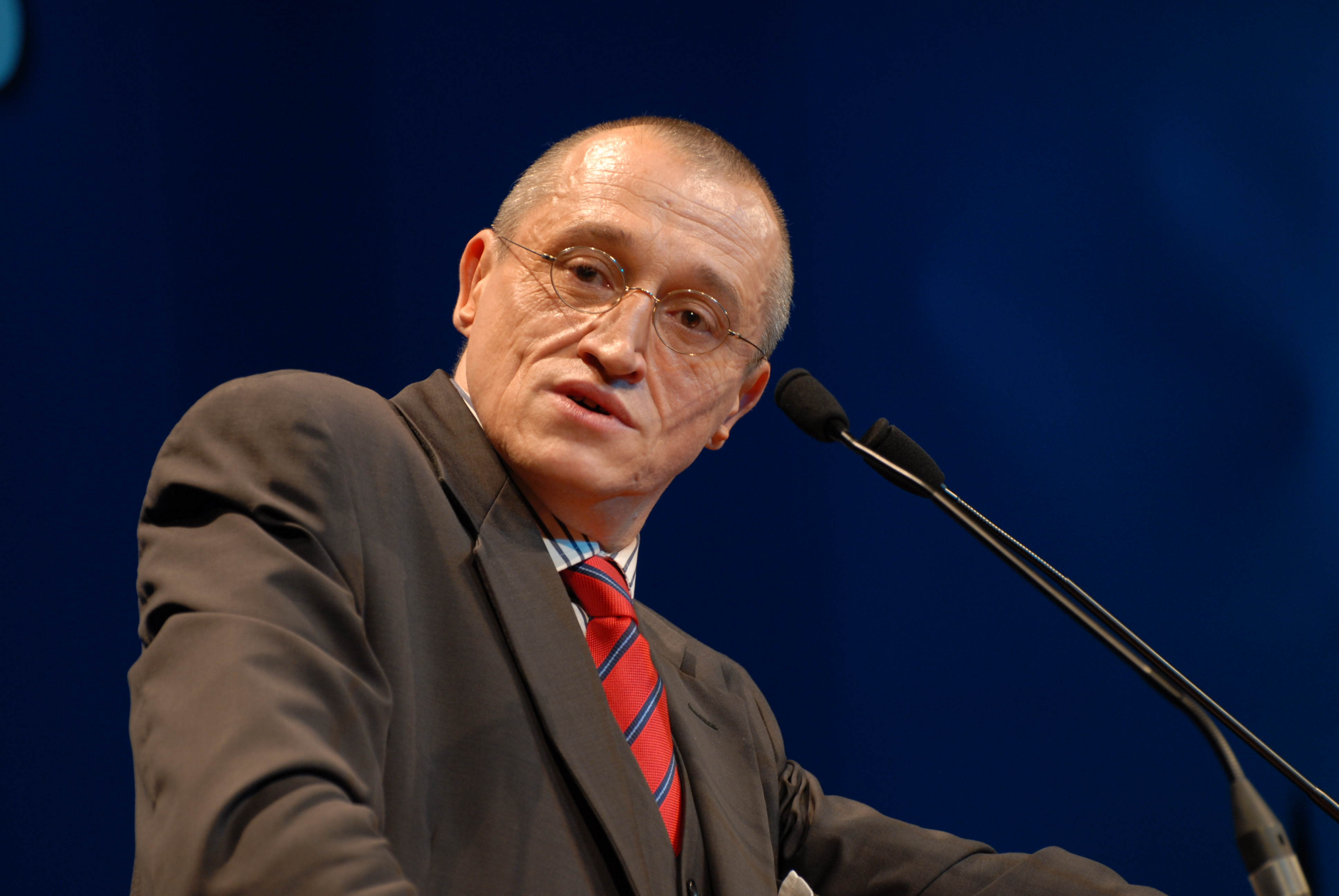
Paul-Marie Coûteaux.
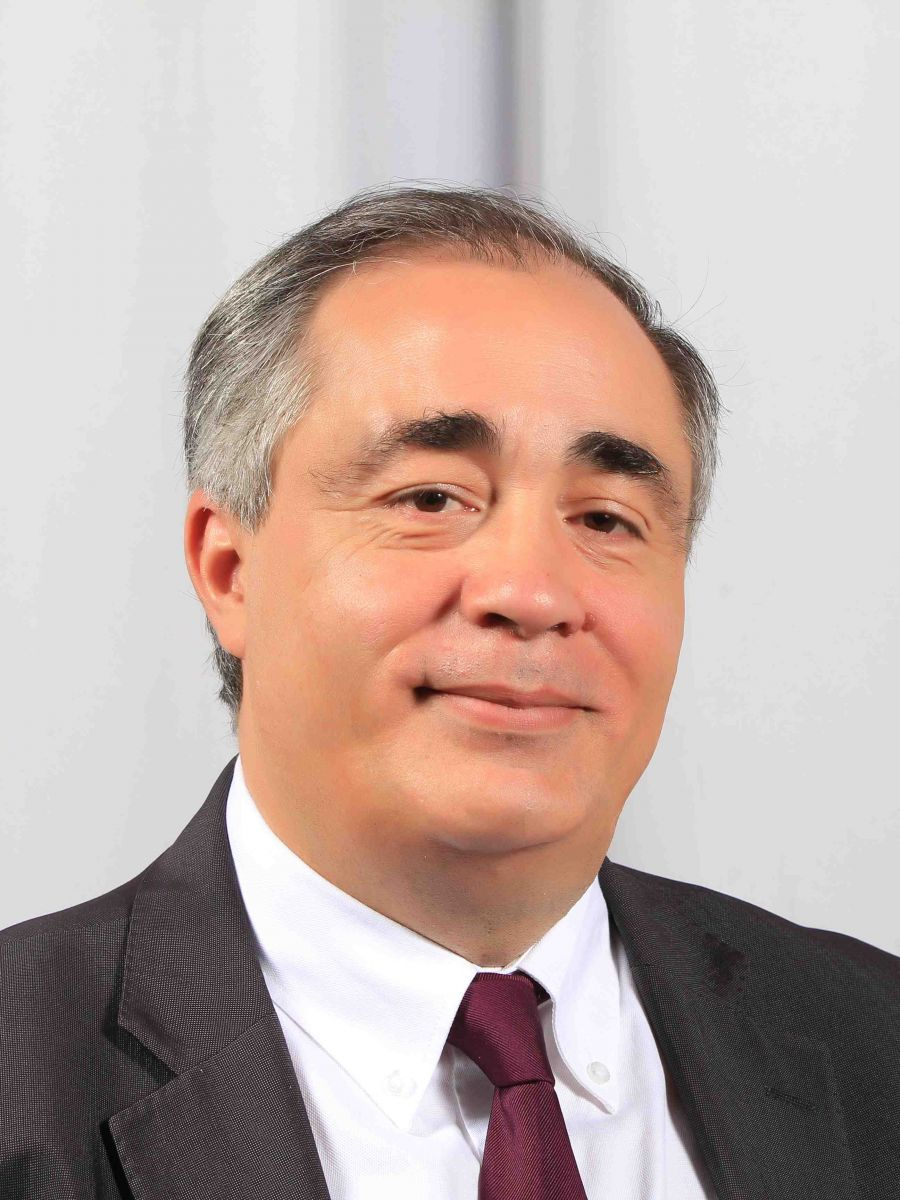
Karim Ouchikh.

- 2011-2014 : Paul-Marie Coûteaux
- depuis 2014 : Karim Ouchikh

La direction du SIEL est assurée par un comité directeur.

## Autres personnalités
- Renaud Camus, écrivain et essayiste, président du parti de l'In-nocence[29], à l'origine du concept du grand remplacement
- Gilles Lebreton, universitaire ; il rejoint le FN en 2014.

## Résultats électoraux

### Élections départementales de 2015
Lors des élections départementales de 2015, le SIEL présente 45 candidats dans toute la France, souvent en binôme avec les candidats du Front national.

### Élections législatives de 2017
Lors des élections législatives de 2017, le SIEL présente quarante-huit candidats dans toute la France, dont seuls six parviennent à franchir le cap des 1 %.

### Élections européennes de 2019
Renaud Camus conduit pour les élections européennes de 2019 une liste de Souveraineté, identité et libertés et du Parti de l'in-nocence, nommée « La ligne claire ».
| Année | Voix  | %    | Tête de liste | Rang       | Sièges |
| ----- | ----- | ---- | ------------- | ---------- | ------ |
| 2019  | 1 578 | 0,01 | Renaud Camus  | 32e sur 34 | 0 / 79 |